# Asota plaginota
Asota plaginota är en fjärilsart som beskrevs av Butler 1875. Asota plaginota ingår i släktet Asota och familjen nattflyn. Inga underarter finns listade i Catalogue of Life.